# Jowhar

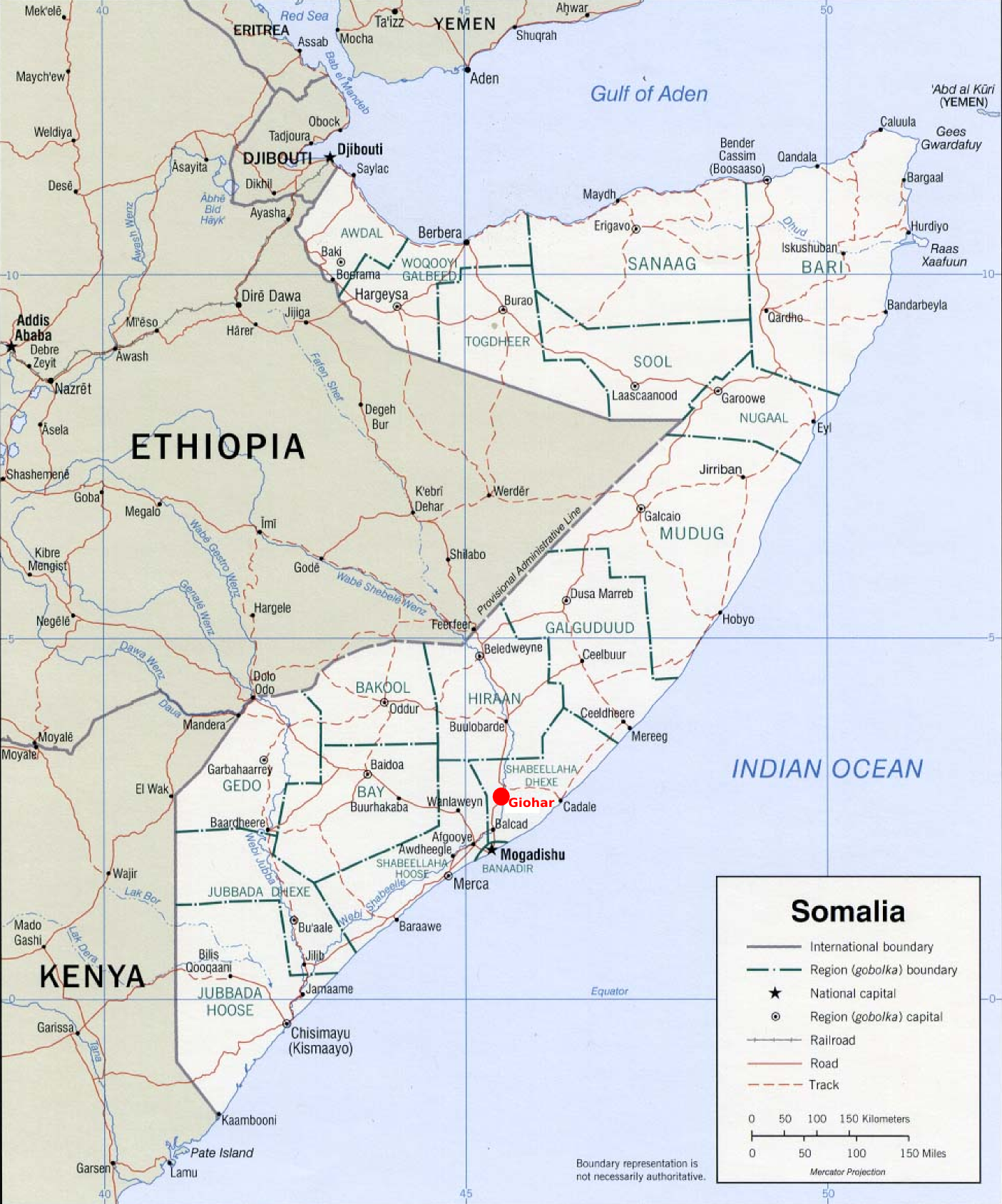
Lägeskarta

Jowhar (även Jawhar, Johar, Giohar) är en ort i södra Somalia, belägen på floden Shabeelle, cirka 90 kilometer norr om huvudstaden Mogadishu. Jowhar har ungefär 48 000 invånare. Den är huvudort i regionen Shabeellaha Dhexe. Jowhar grundades av Luigi Amadeo av Savojen och hette under kolonialtiden Villaggio Duca degli Abruzzi eller Villabruzzi. Den blev regionhuvudstad i mitten av 1980-talet sedan huvudstaden Mogadishu brutits ut ur provinsen och bildat en egen administrativ enhet.